# Сечинаро
Сечинаро (итал. Secinaro) — коммуна в Италии, расположена в регионе Абруццо, подчиняется административному центру Л’Акуила.
Население составляет 441 человек (на 2005 г.), плотность населения составляет 13,8 чел./км². Занимает площадь 31,95 км². Почтовый индекс — 67029. Телефонный код — 0864.
Покровителем населённого пункта считается святитель Николай, Мирликийский Чудотворец. Праздник ежегодно празднуется 6 декабря.